# Saint-Paul-sur-Isère
Saint-Paul-sur-Isère és un municipi francès situat al departament de la Savoia i a la regió d'Alvèrnia-Roine-Alps. L'any 2007 tenia 506 habitants.

## Demografia

### Població
El 2007 la població de fet de Saint-Paul-sur-Isère era de 506 persones. Hi havia 202 famílies de les quals 48 eren unipersonals (28 homes vivint sols i 20 dones vivint soles), 51 parelles sense fills, 79 parelles amb fills i 24 famílies monoparentals amb fills.
La població ha evolucionat segons el següent gràfic:
Habitants censats

### Habitatges
El 2007 hi havia 379 habitatges, 205 eren l'habitatge principal de la família, 137 eren segones residències i 37 estaven desocupats. 297 eren cases i 65 eren apartaments. Dels 205 habitatges principals, 161 estaven ocupats pels seus propietaris, 37 estaven llogats i ocupats pels llogaters i 6 estaven cedits a títol gratuït; 1 tenia una cambra, 12 en tenien dues, 41 en tenien tres, 67 en tenien quatre i 84 en tenien cinc o més. 180 habitatges disposaven pel capbaix d'una plaça de pàrquing. A 81 habitatges hi havia un automòbil i a 107 n'hi havia dos o més.

### Piràmide de població
La piràmide de població per edats i sexe el 2009 era:
| Homes | Edats   | Dones |
| ----- | ------- | ----- |
| 0     | 95 o +  | 0     |
| 0     | 90 a 94 | 0     |
| 0     | 85 a 89 | 4     |
| 0     | 80 a 84 | 0     |
| 8     | 75 a 79 | 0     |
| 4     | 70 a 74 | 4     |
| 12    | 65 a 69 | 8     |
| 20    | 60 a 64 | 8     |
| 12    | 55 a 59 | 4     |
| 12    | 50 a 54 | 20    |
| 32    | 45 a 49 | 8     |
| 32    | 40 a 44 | 24    |
| 20    | 35 a 39 | 32    |
| 28    | 30 a 34 | 32    |
| 12    | 25 a 29 | 8     |
| 8     | 20 a 24 | 4     |
| 12    | 15 a 19 | 12    |
| 16    | 10 a 14 | 16    |
| 20    | 5 a 9   | 4     |
| 12    | 0 a 4   | 12    |

## Economia
El 2007 la població en edat de treballar era de 327 persones, 253 eren actives i 74 eren inactives. De les 253 persones actives 230 estaven ocupades (126 homes i 104 dones) i 23 estaven aturades (11 homes i 12 dones). De les 74 persones inactives 32 estaven jubilades, 18 estaven estudiant i 24 estaven classificades com a «altres inactius».

### Ingressos
El 2009 a Saint-Paul-sur-Isère hi havia 215 unitats fiscals que integraven 506,5 persones, la mediana anual d'ingressos fiscals per persona era de 19.698 €.

### Activitats econòmiques
Dels 15 establiments que hi havia el 2007, 2 eren d'empreses extractives, 1 d'una empresa de fabricació d'altres productes industrials, 3 d'empreses de construcció, 2 d'empreses de comerç i reparació d'automòbils, 1 d'una empresa de transport, 2 d'empreses d'hostatgeria i restauració, 2 d'empreses de serveis i 2 d'empreses classificades com a «altres activitats de serveis».
Dels 4 establiments de servei als particulars que hi havia el 2009, 1 era un paleta, 1 guixaire pintor, 1 lampisteria i 1 restaurant.
L'any 2000 a Saint-Paul-sur-Isère hi havia 8 explotacions agrícoles.

## Equipaments sanitaris i escolars
El 2009 hi havia una escola maternal integrada dins d'un grup escolar amb les comunes properes formant una escola dispersa. Saint-Paul-sur-Isère disposava d'un col·legi d'educació secundària amb 154 alumnes.

## Poblacions més properes
El següent diagrama mostra les poblacions més properes.